# Henri-Joseph Thüring de Ryss
Henri-Joseph Thüring de Ryss, né le 29 octobre 1765 à Landrecies (Nord) est un général de brigade de la Révolution française, librettiste et auteur dramatique français.

## Biographie
Il est né dans une famille suisse originaire d'Ettingen, consacrée à la profession des armes depuis plusieurs générations. Son père est Joseph Thüring (1725-1794), sergent dans une compagnie du régiment d'Eptingen. Ce dernier se maria avec Anne-Marie Frech et donna naissance à Fridolin (1757-1808). Joseph Thüring se remaria le 1er août 1763 à Neuf-Brisach avec Marie-Antoinette de Ryss (1725-1806). Le couple donna naissance à Jacques-Phillipe en 1764 et Henri-Joseph en 1765. Henri-Joseph se maria avec Odile Gorgu le 10 janvier 1786 à Rohrbach-lès-Bitche. Le couple donne naissance à Jean-Baptiste (1786-1809). Alors que ses parents, frères, femme et enfant ne quittèrent plus Bitche, Henri-Joseph continua sa carrière dans les armes. En congé de réforme début 1794, il vécut rue de Cléry.

### États de service
Il entre en service en 1772, comme enfant de troupe dans le régiment d'Eptingen et il s’engage dans le même régiment le 29 octobre 1779. Il devient sergent le 21 mai 1785, dans le régiment de Castella, puis sous-lieutenant le 1er février 1788, au régiment Royal-Liégeois.
Le 1er janvier 1790, il passe officier dans la Garde nationale de Dunkerque et le 30 août 1792, il est lieutenant d’une compagnie franche formée à Valenciennes. Il est nommé capitaine le 2 novembre 1792 et adjoint aux adjudants-généraux de l’armée belge le 21 novembre suivant. Le 1er décembre 1792, il devient lieutenant-colonel du génie belge et le 2 février 1793, adjudant-général chargé de la partie secrète des armées de la Belgique. Il est blessé le 18 mars 1793, à la bataille de Neerwinden et il est brièvement arrêté le 4 avril 1793, à la suite d'une lettre de dénonciation contre le général Dampierre.

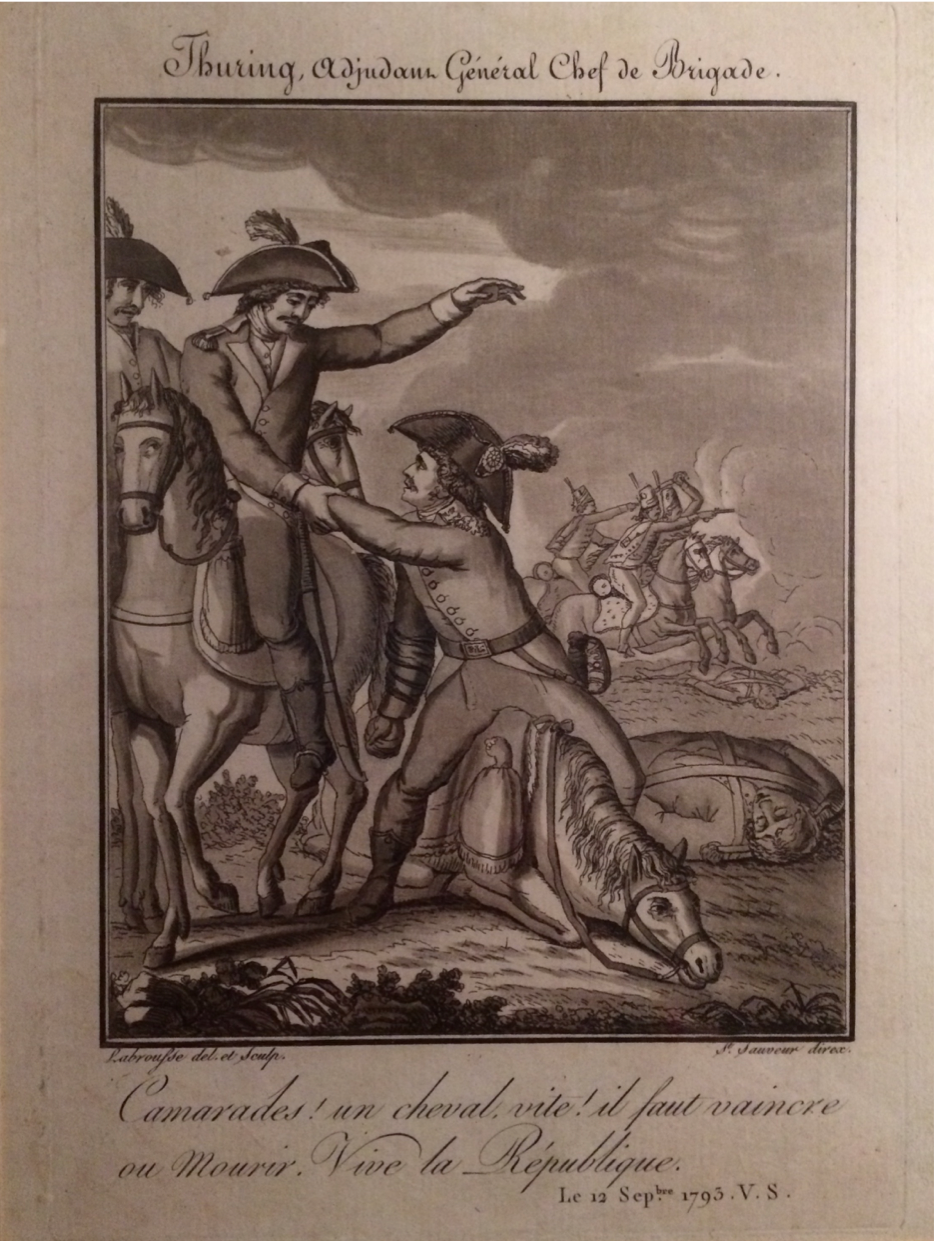
Camarades ! Un cheval vite ! Il faut vaincre ou mourir. Vive la République. Thüring, 12 septembre 1793.

Il obtient son brevet d’adjudant-général chef de bataillon le 5 juillet 1793 et le 1er août suivant il assume les fonctions de chef d’état major par intérim de l’armée du Nord. Blessé le 1er septembre 1793, il l'est à nouveau le 12 septembre. Ce jour-là, il charge à la tête de la cavalerie dans la forêt de Mormal. Alors que le succès semble couronner son attaque, il est blessé une première fois, d'une balle au bras droit. Renversant celui qui l'a touché, il est à nouveau atteint à la cuisse. Il riposte encore en rompant un escadron ennemi, son cheval tombe mort. Il s'exclame alors « Camarades ! Un cheval vite ! Il faut vaincre ou mourir. » (cf. gravure ci-contre). Toutefois, il n'est plus en mesure de retourner au combat, est soigné à Landrecies et placé en congé de réforme le jour même. Le 12 mars 1794, il reprend du service comme commandant de la place de Ham, puis le 26 novembre il devient inspecteur général des côtes du Nord à Boulogne. Il est nommé adjudant-général chef de brigade le 13 juin 1795 et il est promu général de brigade le 22 juillet 1795, commandant de la 9e division de l’armée de l'Intérieur à Chartres. Il est démis de ses fonctions le 6 octobre 1795.
Il est remis en activité le 13 aout 1799 à l’armée du Rhin. Deux raisons expliquent son retour : 
- Version officielle : le ministre de la Guerre Bernadotte souhaite relancer et réorganiser les troupes françaises. Les généraux Lefebvre, Müller, Canclaux et Jourdan l'encouragent à rappeler des officiers-généraux au glorieux passé.
- Version officieuse : Mademoiselle Tupigny, fille d'un servant de la cour de Louis XVI, est l'une des maîtresses de Henri-Joseph Thüring de Ryss. Elle est toutefois également courtisée par Louis Bonaparte, l'un des frères de Napoléon Bonaparte. Devenu proche de Thüring de Ryss, Louis Bonaparte lui aurait ainsi permis retrouver son titre de général.

Le 25 avril 1800, il commande une brigade de la 4e division d’infanterie de l’armée du Rhin. Il participe à la bataille de Moesskirch les 4 et 5 mai 1800 et il est réformé le 29 septembre 1800, à cause de ses blessures.

### Années suivantes
En 1801, il est accusé de 4 méfaits : 
1. d'avoir revendu pour sa solde des biens réquisitionnés.
2. d'avoir réclamé de fortes sommes d'argent aux habitants de communes traversées par ses troupes.
3. d'avoir délivré illicitement des passeports aux habitants des environs de Frankenthal et Spire pour aller outre-Rhin.
4. d'avoir autorisé la création de maisons de jeux de hasard, contre rétribution.

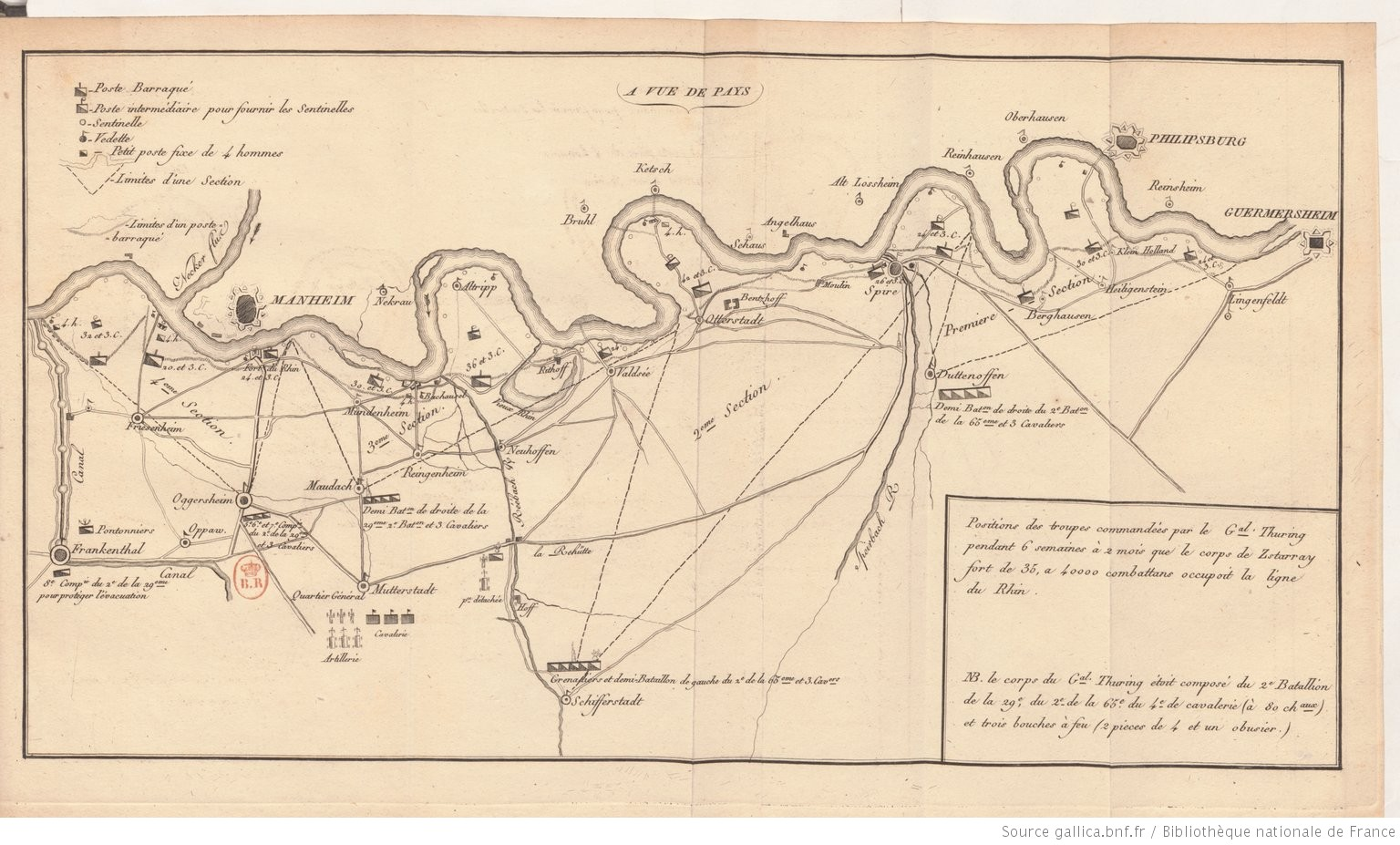
Position des troupes commandées par le général Thüring.

Pour sa défense, il publie en janvier 1801 un mémoire justificatif, adressé au premier consul Bonaparte. Le 20 février, le Conseil de guerre supérieur de la 5e division militaire le juge innocent à l'unanimité.
De 1801 à 1807, il traduit plusieurs opéras et devient lui-même librettiste.
Le 19 janvier 1807, il se trouve en Allemagne. Il rejoint par la suite Varsovie. Des officiers de gendarmerie y trouvent son train de vie suspect, bien au-dessus de ses moyens.
Soupçonné d'intelligence avec l'ennemi russe, un ordre du jour de Napoléon daté de Varsovie prescrit d'arrêter l'ex-général et de le conduire à Mayence. Le 22 mars 1807, Napoléon écrit à Joseph Fouché à Ostérode, décrivant les méfaits d'Henri-Joseph Thüring de Ryss et le disant en ce jour à Saint-Pétersbourg. Il lui demande de prévenir les ministres du trésor public et de l'administration de la guerre pour suspendre sa pension et toute espèce de traitement. Sa trace se perd à ce moment-là. Thüring de Ryss a potentiellement rejoint la Russie.
Le 11 avril 1807, Napoléon, alors à Finckenstein, ignore où se trouve l'ex-général, mais demande à Fouché d'étudier la possibilité de le juger et condamner par contumace.

### Ouvrages

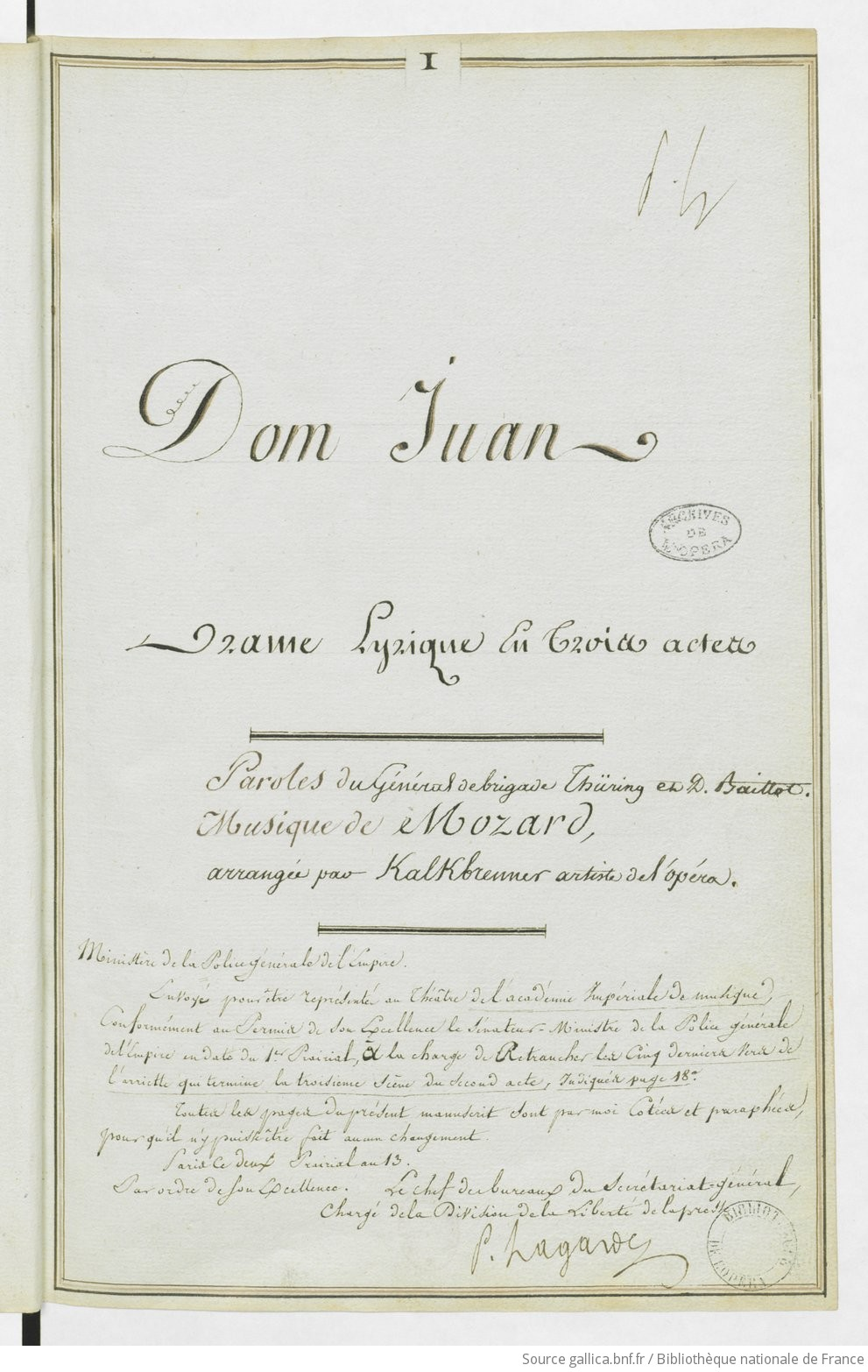
Don Juan (1805)

- L'Antidote de la terreur et de la contre-révolution, ou Lettre à mes concitoyens sur les élections de l'an VI  (1798-1799).
- Mémoire justificatif du général Thüring, adressé au premier consul Bonaparte (1801).
- Don Pedre et Zulica, ou la Princesse de Grenade (1802) : mélodrame en trois actes.
- Le Jugement de Monsalo (1802) : parodie du Jugement de Salomon, folie en un acte.
- Zanoubé et Floricourt ou la Bataille des Pyramides (1803): opéra-mélodrame en quatre actes.
- L'Hermite de Saverne (1803-1804) : tableau en mélodrame des mœurs du XIVe siècle, écrit par Thüring et Dumaniant avec une musique d'Alexandre Piccinni. Il est joué pour la première fois le 16 juin 1803 au théâtre de la Porte-Saint-Martin.
- Don Juan (1805) : drame lyrique en trois actes. Il est joué pour la première fois en français le 17 septembre 1805 à l'Académie impériale de musique. Son texte est arrangé par Thüring et Denis Baillot, sous-bibliothécaire de la Bibliothèque impériale de Versailles. Sa musique est quant à elle remaniée par le pianiste Kalkbrenner.
- Élisabeth, ou l'Héroïsme filial (1806) : mélodrame en trois actes, représenté pour la première fois le 20 octobre 1806 au Théâtre de la Gaité. Il est co-écrit par Joseph Aude.

### Traductions
- Siri-Brahé, ou les Curieuses (1803) : drame historique en trois actes, représenté pour la première fois le 11 février 1803 au théâtre Français de la République. Il s'agit d'une traduction arrangée d'un texte écrit par Gustave III, auquel le général Thüring dédie son œuvre.
- Hugo Grotius (1804) : fait historique en trois actes. Il s'agit d'une traduction arrangée par Thüring et Dumaniant d'un texte écrit par Kotzebue.

## Sources
- (en) « Generals Who Served in the French Army during the Period 1789 - 1814: Eberle to Exelmans »
- Thierry Pouliquen, « Les généraux français et étrangers ayant servis [sic] dans la Grande Armée » (consulté le 8 mars 2015)
- « Correspondance de Napoléon »
- « Henri-Joseph Thuring de Ryss (1765-18..) »
- Étienne Charavay, Correspondance générale de Carnot, tome 2, imprimerie Nationale, 1892 (lire en ligne), p. 91
- (en) William Barré, History of the French consulate, under Napoleon Buonaparte, London, T. Hurst, 1804 (lire en ligne)
- Léon Thiessé et Eugène B***, Manuel des braves, ou Victoires des armées françaises, Plancher, éditeur des Œuvres de Voltaire, 1818 (lire en ligne), p. 370-371.
- La Semaine des enfants, 6e volume, 1862 (lire en ligne), p. 362
- Georges Six, Dictionnaire biographique des généraux & amiraux français de la Révolution et de l'Empire (1792-1814), Paris : Librairie G. Saffroy, 1934, 2 vol., p. 500
- Henri-Joseph Thüring, Mémoire justificatif du Général Thüring, adressé au premier consul Bonaparte, Strasbourg : Levrault